# Marcelo Piñeyro
Marcelo Piñeyro (Buenos Aires; 5 de marzo de 1953) es un director de cine y guionista argentino. Actualmente, es uno de los cineastas más exitosos del cine hispanoparlante. Obtuvo decenas de premios y reconocimientos a nivel mundial en varios festivales importantes como San Sebastián, Sundance, Roma, fue premiado con el "Emerging Masters Awards" por el Festival Internacional de Seattle, ganador de tres premios Goya otorgados por la Academia de Cine de España y también reconocido con el premio Sur de la Academia de Cine de Argentina.

## Biografía
Estudió cine en la Universidad Nacional de La Plata. En 1980, asociado con Luis Puenzo, fundó la productora Cinemanía. Fue productor ejecutivo de La historia oficial (1985), ganadora del Premio Óscar a la mejor película extranjera.
Es miembro fundador de la Academia de las Artes y Ciencias Cinematográficas de la Argentina y vicepresidente de su primera comisión directiva.

## Filmografía

### Director y guionista
- El reino (2021-2023), guion con Claudia Piñeiro
- Ismael (2013), guion con Marcelo Figueras y Verónica Fernández
- Las viudas de los jueves (2009), guion con Marcelo Figueras
- El método (2005), guion con Mateo Gil
- Kamchatka (2002), guion con Marcelo Figueras
- Historias de Argentina en Vivo (2001)
- Plata quemada (2000), guion con Marcelo Figueras
- Cenizas del paraíso (1997), guion con Aída Bortnik
- Caballos salvajes (1995), guion con Aída Bortnik
- Tango feroz: la leyenda de Tanguito (1993), guion con Aída Bortnik

### Director de producción
- El reino (2021-2023)
- La historia oficial (1985)

## Premios
Premios Cóndor de Plata
| Año  | Categoría            | Película                            | Resultado |
| ---- | -------------------- | ----------------------------------- | --------- |
| 1994 | Mejor ópera prima    | Tango feroz: la leyenda de Tanguito | Ganador   |
| 2000 | Mejor guion adaptado | Plata quemada                       | Ganador   |

Premios Goya
| Año  | Categoría                                  | Película            | Resultado |
| ---- | ------------------------------------------ | ------------------- | --------- |
| 1997 | Mejor película extranjera de habla hispana | Cenizas del paraíso | Ganador   |
| 2000 | Mejor película extranjera de habla hispana | Plata quemada       | Ganador   |
| 2005 | Mejor guion adaptado                       | El método           | Ganador   |

Medallas del Círculo de Escritores Cinematográficos
| Año  | Categoría            | Película  | Resultado |
| ---- | -------------------- | --------- | --------- |
| 2005 | Mejor guion adaptado | El método | Ganador   |

Otros premios
- 2006, Premio del Público, Festival Internacional de Cine de Flanders, por El Método.
- 2003, Premio al mejor guion, Festival Internacional de Cine y TV de Cartagena de Indias, por Kamtchatka.
- 2003, Premio al mejor guion, Festival del Nuevo Cine Latinoamericano, por Kamchatka.
- 2003, Tercer Premio, Festival del Nuevo Cine Latinoamericano, por Kamchatka.
- 2003, Premio al film más popular, Festival Internacional de Cine Vancouver, por Kamchatka.
- 2001, Premio Konex - Diploma al Mérito, como uno de los 5 mejores Directores de Cine de la década en Argentina.
- 2001, Premio MTV a la Película de la Gente, MTV, por Plata Quemada.
- 1997, Premio OCIC, Festival del Nuevo Cine Latinoamericano, por Cenizas del Paraíso.
- 1997, Segundo Premio (Premio del Público), Festival del Nuevo Cine Latinoamericano, por Cenizas del Paraíso.
- 1997, Premio del Público, Muestra de Cine Latinoamericano de Lérida, por Cenizas del Paraíso.
- 1997, Premio del Público, Muestra de Cine Latinoamericano de Lérida, por Caballos Salvajes.
- 1996, Mención de Honor, Festival Sundance de Cine, por Caballos Salvajes.
- 1993, Segundo Premio (Premio del Público), Festival del Nuevo Cine Latinoamericano, por Tango feroz: la leyenda de Tanguito.
- 1993, Premio del Público, Festival Internacional de Cine Joven de Turín, por Tango feroz: la leyenda de Tanguito.